# Huitzilíhuitl
Huitzilhuitl (1380–1417 Tenochtitlan) v překladu „Kolibří peříčko“ byl první kmenový aztécký vládce, který vládl cca v letech 1395–1417.
Roku 1395 se stal hlavním náčelníkem městského státu Tenochtitlán. Jeho synové Chimalpopoca a Moctezuma I. ho později následovali na trůnu.